# Hallé Orchestra
Het Hallé Orchestra is een Brits symfonieorkest uit Manchester dat in 1857 werd opgericht door Charles Hallé.
Het eerste concert van het Hallé Orchestra vond plaats op 30 januari 1858. Het is het oudste professionele orkest binnen het Verenigd Koninkrijk. Naast het 'gewone' orkest is er ook een koor en jeugdorkest aanwezig. De huidige thuisbasis is de concertzaal Bridgewater Hall.
Het orkest geeft veel premières van werken van Britse componisten. 
Bekende dirigenten van het orkest zijn:
- 1900-1911: Hans Richter
- 1920-1933: Sir Hamilton Harty
- 1943-1970: Sir John Barbirolli
- 1971-1983: James Loughran
- 1984-1992: Stanislaw Skrowaczewski
- 1993-1999: Kent Nagano
- 2000-: Mark Elder